# Carlton, Nottinghamshire
Carlton är en stad och en unparished area i distriktet Gedling i grevskapet Nottinghamshire i England. Steden är belägen 5 km från Nottingham. Orten hade 50 815 invånare år 2019. Steden nämndes i Domedagsboken (Domesday Book) år 1086, och kallades då Carentune.